# Cornélio Ximenes

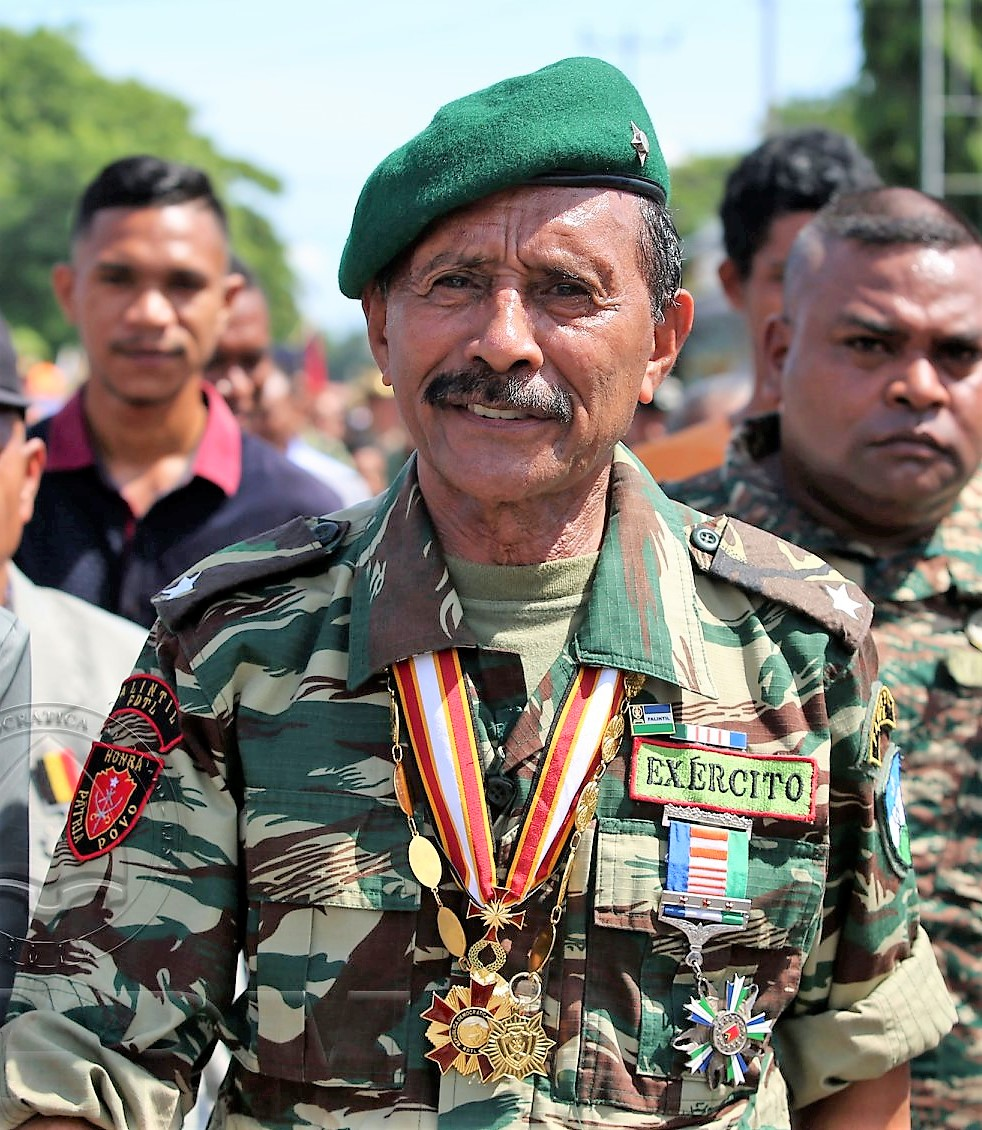
Cornélio Ximenes (2020)

Cornélio Ximenes (* 21. Juni 1952 in Lospalos, Portugiesisch-Timor), Kampfname Mau-Nana, bzw. Maunana Bobar Mate, ist ein osttimoresischer Offizier.

## Werdegang
Ximenes wurde bereits bei Gründung der Forças Armadas de Libertação Nacional de Timor-Leste (FALINTIL) am 20. August 1975 Mitglied. Er kämpfte zunächst im Bürgerkrieg in Osttimor 1975 und dann gegen die indonesischen Invasoren (1975–1999) in verschiedenen führenden Positionen, zuletzt als Oberst im Generalstab. Unter anderem führte er eine Reihe von Angriffen auf den indonesischen Militärposten in Tchai (Suco Lore I) durch.
Unter der Übergangsverwaltung der Vereinten Nationen für Osttimor (1999–2002) wurde die FALINTIL in die Verteidigungskräfte Osttimors (F-FDTL) überführt. Ximenes wurde am 21. Juni 2001 zum Oberstleutnant ernannt und Chef der Informationsdivision der F-FDTL. 2010 folgte die Beförderung zum Oberst und der Kommandoposten der Unterstützungs- und Diensteinheit (CAS). Später wurde Ximenes Berater im Kabinett des Premierministers zum Serviço Nacional de Inteligência (SNI). 2018 war er Generalinspekteur der F-FDTL.
Am 7. Juni 2018 erfolgte die Beförderung zum Brigadegeneral.
Die Frau von Ximenes, Luiza Ximenes ist die Schwester des Freiheitskämpfers Fernando Txai Teles do Nascimento.

## Auszeichnungen (Auswahl)

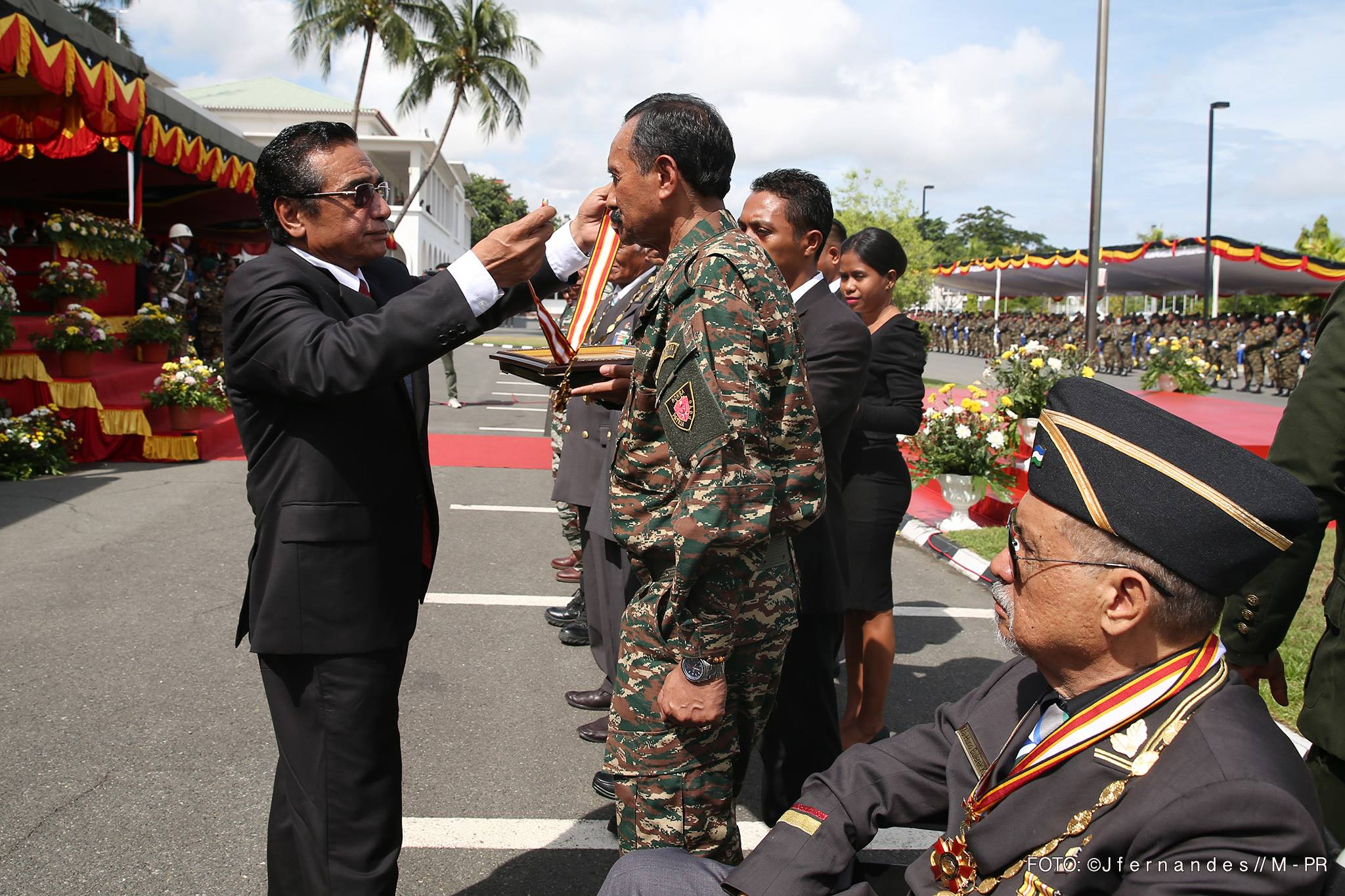
Ximenes erhält den Ordem de Timor-Leste von Präsident Francisco Guterres (2018)

- Ordem da Guerrilha[1][2]
- Medalha Halibur[1]
- Ordem de Timor-Leste (Collar)[4]